# فرودگاه نیکونائو
 فرودگاه نیکونائو (به انگلیسی: Nikunau Airport) یک فرودگاه همگانی با کد یاتا NIG است . این فرودگاه در کشور کیریباتی قرار دارد و در ارتفاع ۲٫۱۷ متری از سطح دریا واقع شده است.

## شرکت‌های هواپیمایی و مقصدهای پروازی
| شرکت‌های هواپیمایی | مقصدهای پروازی |
| ----------------- | -------------- |
| ایر کیریباتی      | جزیره برو      |